# Sinantropismo
Il sinantropismo (dal Greco syn-, "assieme" + anthropos, "uomo") è l'attrazione di specie animali o vegetali selvatici verso ambienti profondamente alterati dall'uomo come centri abitati, parchi e giardini, sistemi fognari, discariche, collegamenti stradali, ecc. 
Le creature sinantropiche ricavano beneficio dall'insediarsi in questi luoghi grazie alla presenza di cibo o all'assenza di predatori; da questa categoria sono esclusi tutti gli animali domestici intenzionalmente inseriti dall'uomo, mentre sono inclusi gli animali addomesticati e rinselvatichiti ed un gran numero di quelli che gli umani classificano come parassiti oppure infestanti. 
Queste specie non desiderate possono portare alla diffusione di infestazioni nella popolazione umana.

## Descrizione
Tra gli esempi di creature sinantropiche si includono molti roditori, i passeri domestici, i piccioni, i pidocchi, i gabbiani, molte blatte e zanzare, alcune specie di formiche e molte altre specie inurbate, come, ad esempio, diverse specie di scoiattoli e cinghiali.
Il sinantropismo può avvenire anche per via indiretta tramite altre specie sinantropiche che attirano nuove specie animali all'interno dello stesso habitat. Ad esempio, i cani randagi possono rendersi indirettamente responsabili dell'aumento di popolazioni di animali sinantropici come le mosche o i ratti, a loro volta serbatoi o vettori di svariate malattie e parassiti, come le pulci.
Anche le piante possono essere sinatropiche e di solito si tratta di piante infestanti. 
Le piante sinantropiche si dividono in apofite - che derivano da piante native della zona e che si sono diffuse nell'ambiente per l'azione umana (es. agricoltura) o degli animali domestici - e in piante antropofite che non sono native del luogo e che sono state introdotte in modo più o meno deliberato dall'azione dell'uomo.
Le piante (coltivate, ornamentali, selezionate dall'uomo - vedi anche domesticazione delle piante) sinantropiche possono "naturalizzarsi" ed arrivare a convivere indefinitamente con la flora e la fauna locale.